# Old Windsor
Old Windsor est une paroisse civile et un village du Berkshire, en Angleterre. Se trouve sur la rive droite de la Tamise.
Son nom signifie « Vieille » Windsor et elle ne doit pas être confondue avec la ville de « Nouvelle » Windsor, qui se trouve au nord-ouest.